# Ambophthalmos
Ambophthalmos (лат.) — род морских лучепёрых рыб семейства психролютовых. Встречаются в водах юго-западной части Тихого океана у берегов Новой Зеландии. Донные глубоководные рыбы. Максимальная длина тела от 25 (Ambophthalmos magnicirrus) до 29 см (Ambophthalmos angustus). Безвредны для человека, не имеют хозяйственного значения, их охранный статус не определён.

## Классификация
На июнь 2021 года в род включают 3 вида:
- Ambophthalmos angustus (J. S. Nelson, 1977)
- Ambophthalmos eurystigmatephoros K. L. Jackson & J. S. Nelson, 1999
- Ambophthalmos magnicirrus (J. S. Nelson, 1977)